# Moggridgea paucispina
Espèce
Moggridgea paucispina est une espèce d'araignées mygalomorphes de la famille des Migidae.

## Distribution
Cette espèce est endémique d'Afrique du Sud. Elle se rencontre au Nord-Ouest, au Gauteng, au Limpopo et au Mpumalanga.

## Description
Les femelles mesurent de 10,93 à 17,07 mm

## Publication originale
- Hewitt, 1916 : Descriptions of new South African spiders. Annals of the Transvaal Museum, vol. 5, no 3, p. 180-213 (texte intégral).